# Jonathan Faña
Jonathan Faña, né le 11 avril 1987 à Moca, est un footballeur international dominicain évoluant au poste d'attaquant avec l'Atlético San Francisco.

## Biographie

### En club
Jonathan Faña se fait remarquer très jeune dans le championnat dominicain comme un buteur prolifique. Ainsi, dès l'âge de 18 ans il arrive en TT Pro League au W Connection où il s'impose rapidement comme un titulaire indiscutable. À Trinidad, il se fait un beau palmarès remportant même deux fois le CFU Club Championship (la ligue de champions de la CFU), compétition dont il est le meilleur buteur avec 14 buts[réf. nécessaire].
En février 2010, il est prêté pour un an aux Puerto Rico Islanders avec une option d'achat. Malgré des problèmes de blessure en début de saison, il s'impose aux Islanders qui remportent le titre de la provisoire USSF D2 Pro League.

### En équipe nationale
Faña débute en sélection nationale en 2006 à l'occasion des phases qualificatives de la Coupe caribéenne des nations 2007. Avec 24 buts à son compteur, c'est le meilleur buteur de l'histoire de la sélection dominicaine de football.

#### Buts en sélection
| Buts en sélection de Jonathan Faña | Buts en sélection de Jonathan Faña | Buts en sélection de Jonathan Faña                                     | Buts en sélection de Jonathan Faña | Buts en sélection de Jonathan Faña | Buts en sélection de Jonathan Faña | Buts en sélection de Jonathan Faña |
|                                    | Date                               | Lieu                                                                   | Adversaire                         | Score                              | Résultat                           | Compétition                        |
| ---------------------------------- | ---------------------------------- | ---------------------------------------------------------------------- | ---------------------------------- | ---------------------------------- | ---------------------------------- | ---------------------------------- |
| 1.                                 | 29 septembre 2006                  | Lionel Roberts Park, Charlotte Amalie (Îles Vierges des États-Unis)    | Bermudes                           | 1-3                                | 1-3                                | CAR 2007                           |
| 2.                                 | 1er octobre 2006                   | Lionel Roberts Park, Charlotte Amalie (Îles Vierges des États-Unis)    | Îles Vierges des États-Unis        | 2-1                                | 6-1                                | CAR 2007                           |
| 3.                                 | 1er octobre 2006                   | Lionel Roberts Park, Charlotte Amalie (Îles Vierges des États-Unis)    | Îles Vierges des États-Unis        | 3-1                                | 6-1                                | CAR 2007                           |
| 4.                                 | 1er octobre 2006                   | Lionel Roberts Park, Charlotte Amalie (Îles Vierges des États-Unis)    | Îles Vierges des États-Unis        | 4-1                                | 6-1                                | CAR 2007                           |
| 5.                                 | 1er octobre 2006                   | Lionel Roberts Park, Charlotte Amalie (Îles Vierges des États-Unis)    | Îles Vierges des États-Unis        | 5-1                                | 6-1                                | CAR 2007                           |
| 6.                                 | 8 juillet 2011                     | Estadio Panamericano, San Cristóbal (République dominicaine)           | Anguilla                           | 2-0                                | 2-0                                | QCM 2014                           |
| 7.                                 | 8 juillet 2011                     | Estadio Panamericano, San Cristóbal (République dominicaine)           | Anguilla                           | 4-0                                | 2-0                                | QCM 2014                           |
| 8.                                 | 11 octobre 2011                    | André Kamperveen Stadion, Paramaribo (Suriname)                        | Suriname                           | 1-0                                | 3-1                                | QCM 2014                           |
| 9.                                 | 27 septembre 2012                  | Kensington Oval, Bridgetown (Barbade)                                  | Dominique                          | 1-1                                | 2-1                                | CAR 2012                           |
| 10.                                | 27 septembre 2012                  | Kensington Oval, Bridgetown (Barbade)                                  | Dominique                          | 2-1                                | 2-1                                | CAR 2012                           |
| 11.                                | 23 octobre 2012                    | Stade René Serge Nabajoth, Les Abymes (Guadeloupe)                     | Guadeloupe                         | 1-0                                | 2-0                                | CAR 2012                           |
| 12.                                | 23 octobre 2012                    | Stade René Serge Nabajoth, Les Abymes (Guadeloupe)                     | Guadeloupe                         | 2-0 '                              | 2-0                                | CAR 2012                           |
| 13.                                | 27 octobre 2012                    | Stade René Serge Nabajoth, Les Abymes (Guadeloupe)                     | Porto Rico                         | 1-0                                | 3-1                                | CAR 2012                           |
| 14.                                | 27 octobre 2012                    | Stade René Serge Nabajoth, Les Abymes (Guadeloupe)                     | Porto Rico                         | 2-0                                | 3-1                                | CAR 2012                           |
| 15.                                | 7 décembre 2012                    | Antigua Recreation Ground, St. John's (Antigua-et-Barbuda)             | Antigua-et-Barbuda                 | 2-1                                | 2-1                                | CAR 2012                           |
| 16.                                | 24 mars 2013                       | Estadio Panamericano, San Cristóbal (République dominicaine)           | Haïti                              | 2-0                                | 3-1                                | Amical                             |
| 17.                                | 7 septembre 2014                   | Antigua Recreation Ground, St. John's (Antigua-et-Barbuda)             | Anguilla                           | 4-0                                | 10-0                               | QCAR 2014                          |
| 18.                                | 7 septembre 2014                   | Antigua Recreation Ground, St. John's (Antigua-et-Barbuda)             | Anguilla                           | 7-0                                | 10-0                               | QCAR 2014                          |
| 19.                                | 8 octobre 2014                     | Ato Boldon Stadium, Couva (Trinité-et-Tobago)                          | Trinité-et-Tobago                  | 1-6                                | 1-6                                | QCAR 2014                          |
| 20.                                | 12 octobre 2014                    | Ato Boldon Stadium, Couva (Trinité-et-Tobago)                          | Sainte-Lucie                       | 1-0                                | 3-2                                | QCAR 2014                          |
| 21.                                | 4 juin 2016                        | Bermuda National Stadium, Devonshire (Bermudes)                        | Bermudes                           | 1-0                                | 1-0                                | QCAR 2017                          |
| 22.                                | 7 juin 2016                        | Estadio Olímpico Félix Sánchez, Santo Domingo (République dominicaine) | Guyane                             | 1-1                                | 2-1                                | QCAR 2017                          |
| 23.                                | 7 juin 2016                        | Estadio Olímpico Félix Sánchez, Santo Domingo (République dominicaine) | Guyane                             | 2-1                                | 2-1                                | QCAR 2017                          |
| 24.                                | 28 août 2016                       | Estadio Panamericano, San Cristóbal (République dominicaine)           | Porto Rico                         | 2-0                                | 5-0                                | Amical                             |

NB : Les scores sont affichés sans tenir compte du sens conventionnel en cas de match à l'extérieur (Rep. dominicaine-Adversaire).

## Palmarès

### En club
- W Connection FC :
  - Vainqueur du CFU Club Championship en 2006 et 2009.
  - Vainqueur de la Coupe Goal Shield de Trinité-et-Tobago en 2009.
  - Vainqueur de la Coupe FCB de Trinité-et-Tobago en 2006, 2007 et 2008.
  - Vainqueur de la Coupe Pro Bowl de Trinité-et-Tobago en 2007.
  - Vainqueur de la Pro League Big Six en 2007.

- Puerto Rico Islanders :
  - Champion de l'USSF D2 Pro League en 2010.
  - Vainqueur du CFU Club Championship en 2010 et 2011.

- Moca FC :
  - Champion de République dominicaine en 2014.

- Cibao FC :
  - Vainqueur de la Coupe de République dominicaine en 2015.

### Distinctions individuelles
- Meilleur buteur du championnat de République dominicaine en 2015 (17 buts).